# Nothodelphax
Nothodelphax är ett släkte av insekter som beskrevs av Ronald Gordon Fennah 1963. Nothodelphax ingår i familjen sporrstritar.
Kladogram enligt Catalogue of Life och Dyntaxa:
| Nothodelphax | \| \| Nothodelphax albocarinata \| \| \| \| \| \| Nothodelphax albocarinatus \| \| \| \| \| \| Nothodelphax distincta \| \| \| \| \| \| Nothodelphax distinctus \| \| \| \| |
|              | \| \| Nothodelphax albocarinata \| \| \| \| \| \| Nothodelphax albocarinatus \| \| \| \| \| \| Nothodelphax distincta \| \| \| \| \| \| Nothodelphax distinctus \| \| \| \| |
|              | Nothodelphax albocarinata |
|              | |
|              | Nothodelphax albocarinatus |
|              | |
|              | Nothodelphax distincta |
|              | |
|              | Nothodelphax distinctus |
|              | |